# 흡연 모녀
"흡연 모녀"(Smoke-Flavored Life)는 한국에서 제작된 유은정 감독의 2004년 영화이다. 서영화 등이 주연으로 출연하였고 박은형 등이 제작에 참여하였다.

## 출연

### 주연
- 서영화
- 박재희
- 이민
- 최영종

## 제작진
- 조명: 박효훈
- 미술: 우승미
- 의상: 최의영